# 麥香魚
，是麥當勞推出的一種鱼肉三明治。

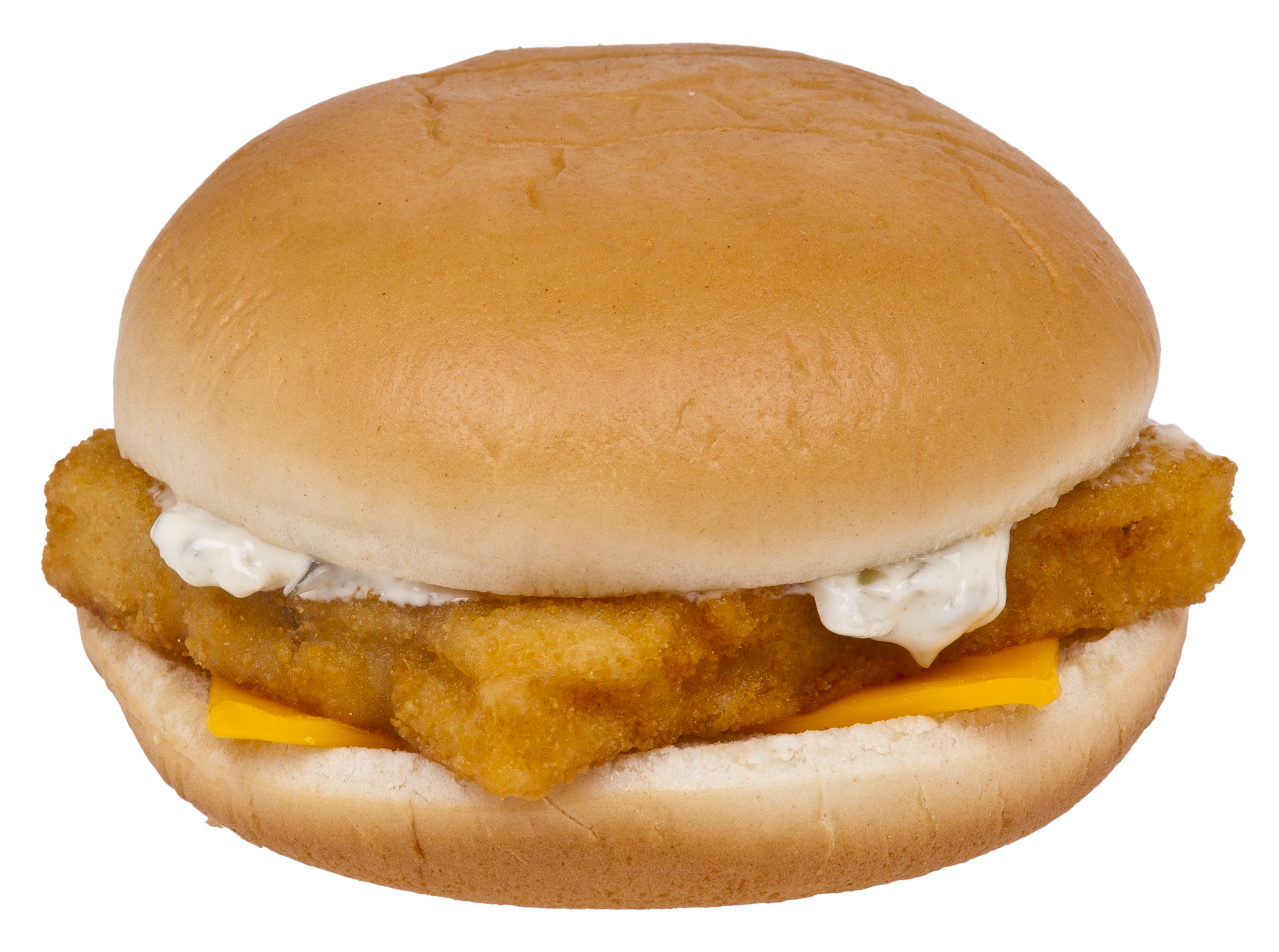
麥香魚

1962年美國俄亥俄州辛辛那提市的麥當勞特許經營人盧·格倫發明了此產品，以應對羅馬天主教在周五禁食肉的習慣所導致的牛肉漢堡銷量下滑，於1963年成為麥當勞菜單產品，並於1965年在全美推廣。儘管為了滿足口味和彌補不足，這種三明治的魚肉成分多年來發生了變化，但其成分框架卻保持不變，即煎炸過的魚柳（主要为黄线狭鳕）、麵包、塔塔醬和半片美國芝士。